# Боронедду
Боронедду (итал. Boroneddu) — коммуна в Италии, располагается в регионе Сардиния, в провинции Ористано.
Население составляет 173 человека (2008 г.), плотность населения составляет 37 чел./км². Занимает площадь 5 км². Почтовый индекс — 9080. Телефонный код — 0785.
Покровителем коммуны почитается святой мученик Лаврентий, празднование 10 августа.

## Демография
Динамика населения:

## Администрация коммуны
- Официальный сайт: http://www.comune.boroneddu.or.it/